# Heinrich Otto Vogel
Heinrich Otto Vogel (* 20. Mai 1898 in Darmstadt; † 15. September 1994 in Trier) war ein deutscher Architekt.

## Leben
1915 bis 1918 studierte Vogel Architektur an der Landesbaugewerkschule Darmstadt. Bis 1930 war er im Siedlungsbau der Braunkohlen-Tagebaugebiete der Niederlausitz tätig, im Anschluss bis 1935 als freier Architekt in Senftenberg in der Niederlausitz. Ab 1935 bis zum Ende des Zweiten Weltkrieges war er Leiter des Hochbauamtes der Stadt Trier. 1938 wurde er zum Baurat ernannt. Er gestaltete die Via archaeologica. Ab 1945 arbeitete er als freier Architekt in Trier und war an der Wiederherstellung historischer Gebäude, insbesondere Kirchen beider christlicher Konfessionen beteiligt. Bei seinen evangelischen Kirchenbauten im Rheinland arbeitete er häufig mit dem Künstler Eugen Keller zusammen.
Seit 1928 war Vogel Mitglied der Burschenschaft Germania Halle.

## Bauten und Entwürfe
- 1926: Gemeindeamt in Brieske
- 1928: Heilandskirche in Hörlitz
- 1928/1929: Schule in Sedlitz

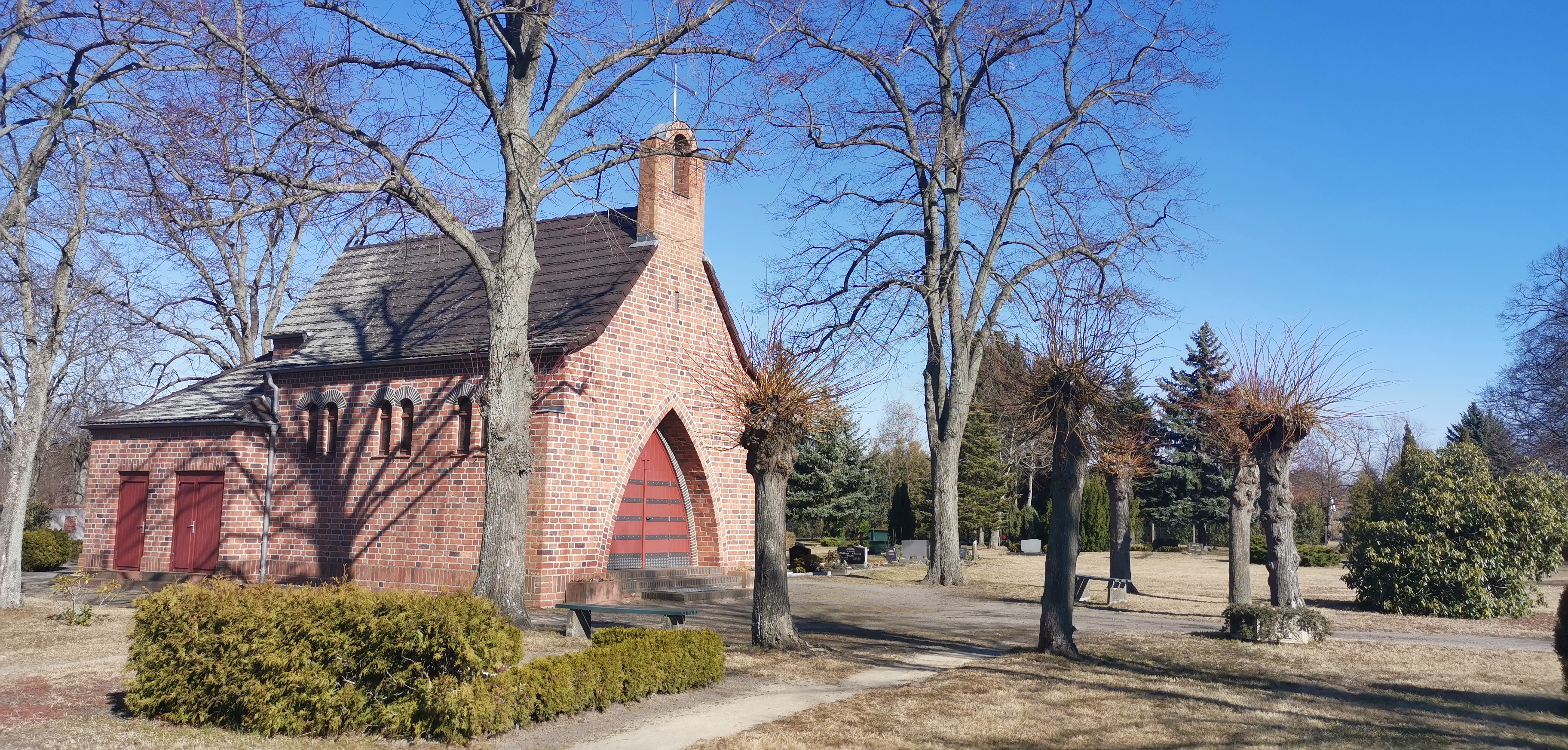
Friedhofskapelle Freienhufen

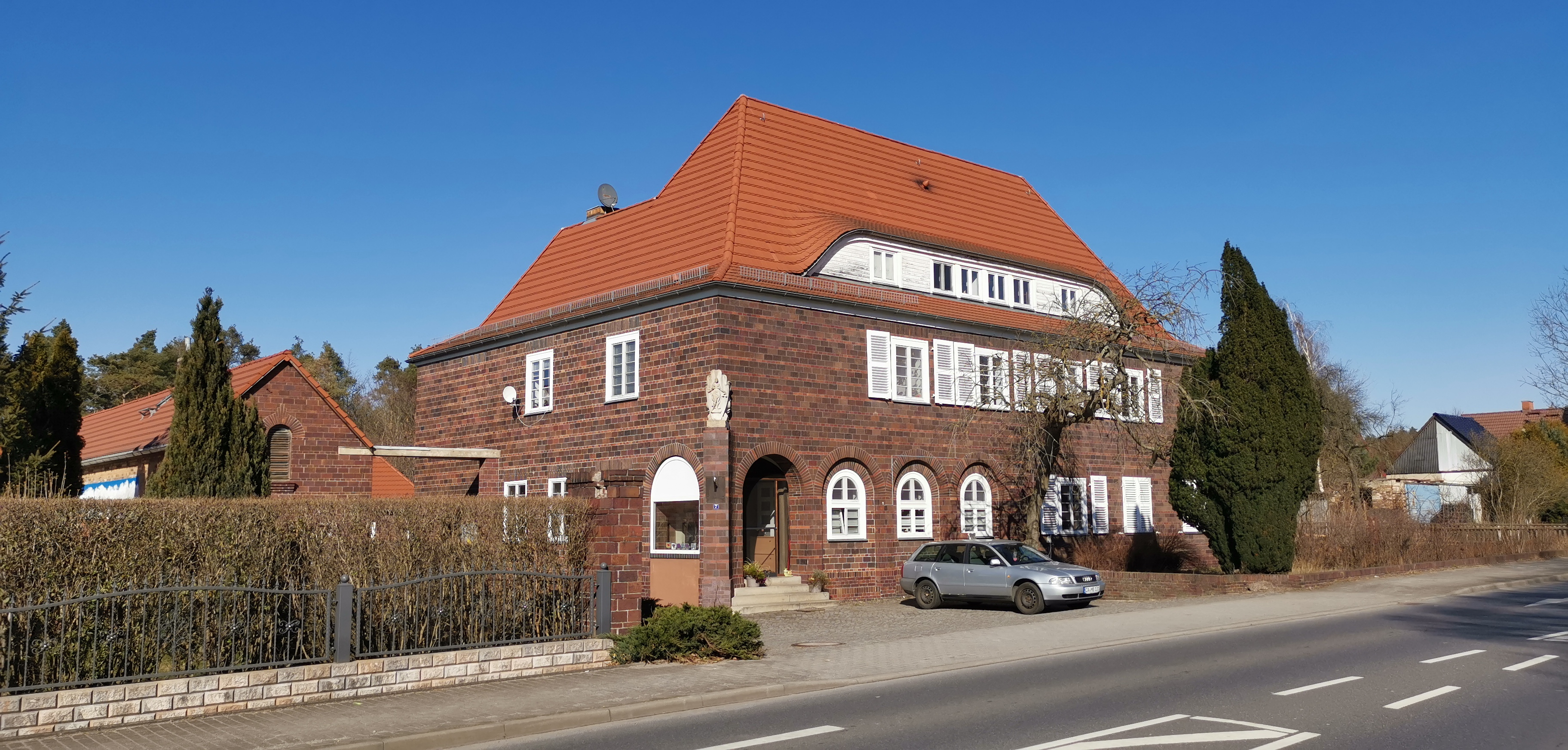
Gemeindeamt in Freienhufen

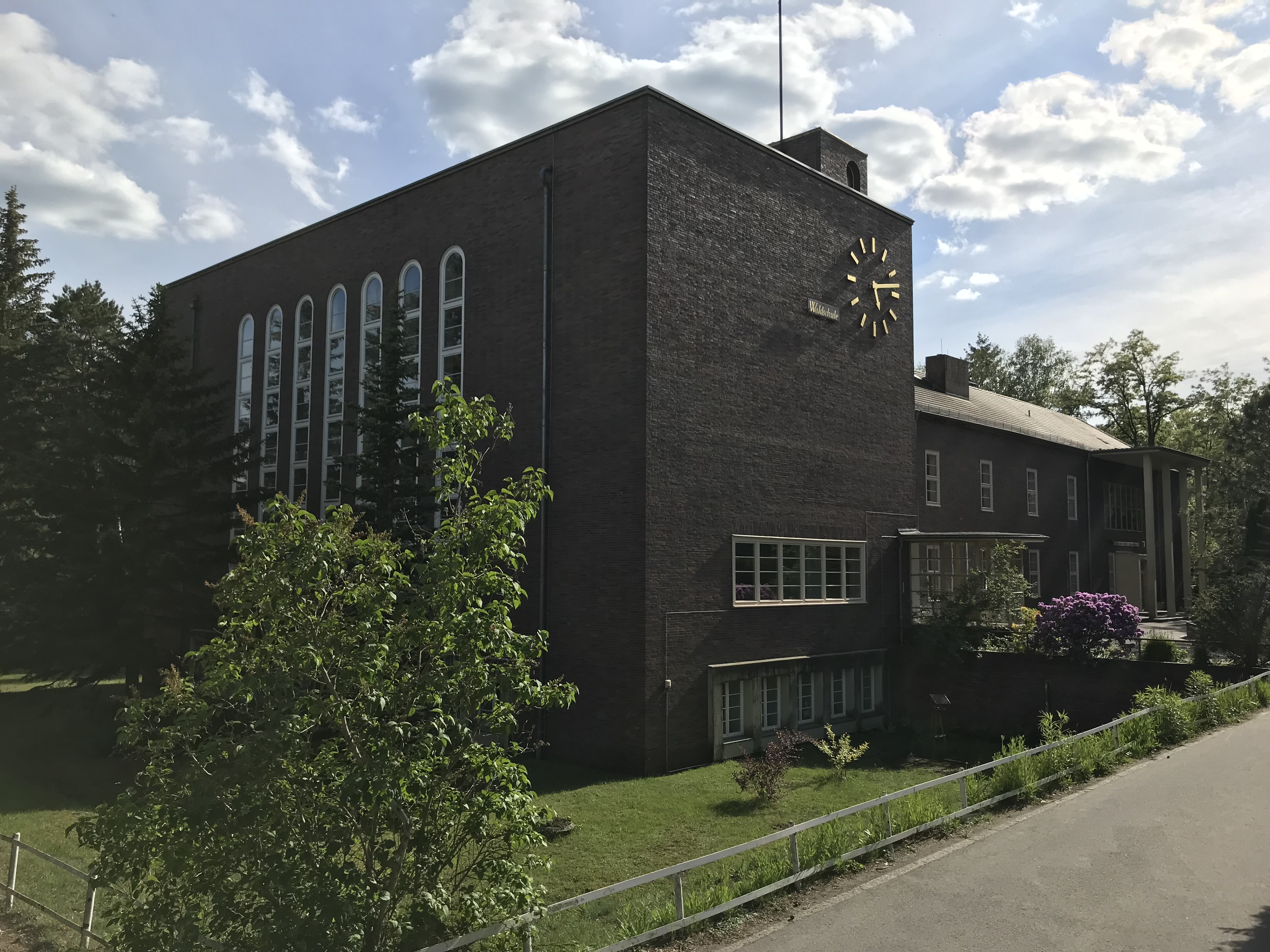
Waldschule in Lauchhammer

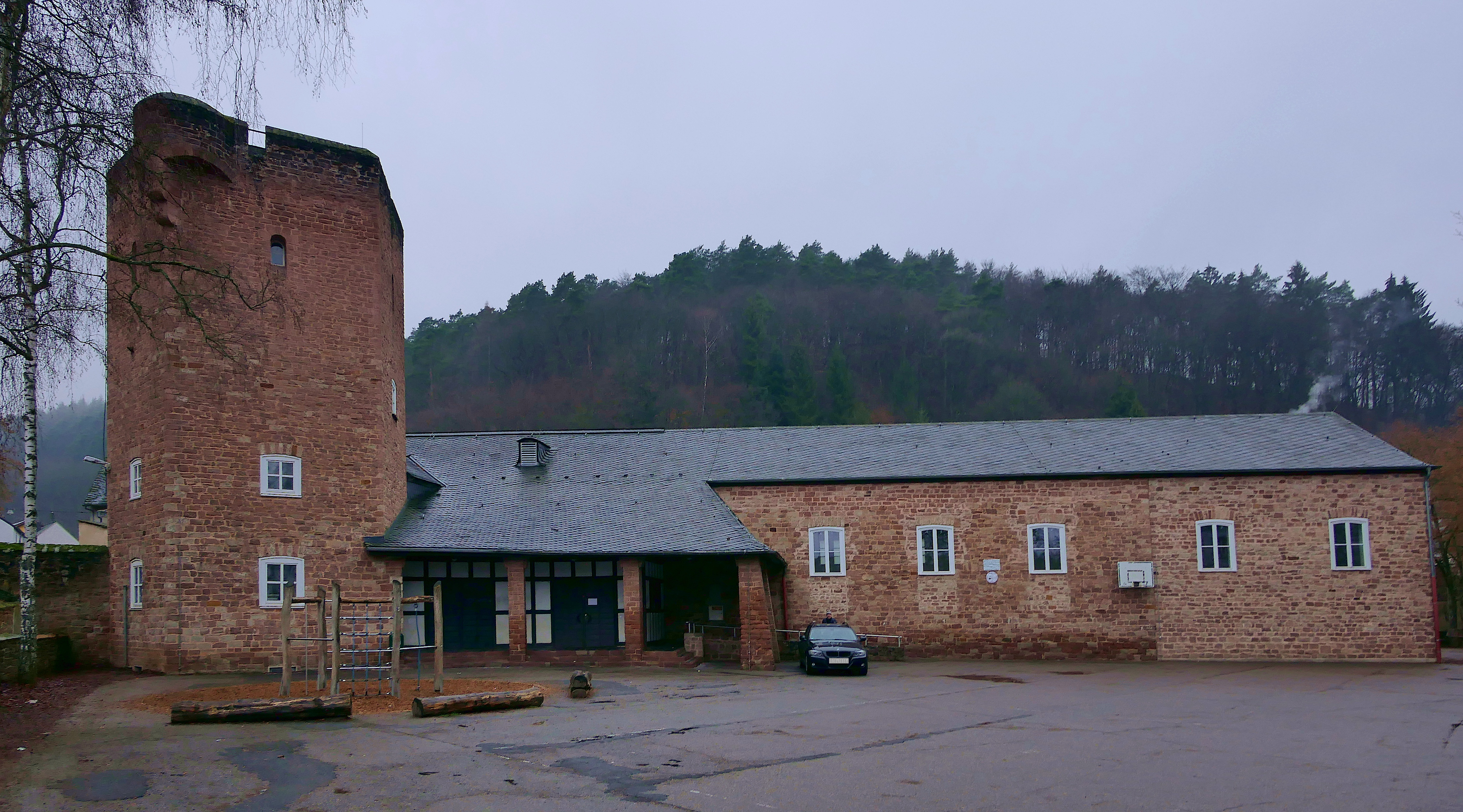
Staatsjugendheim in Trier-Biewer

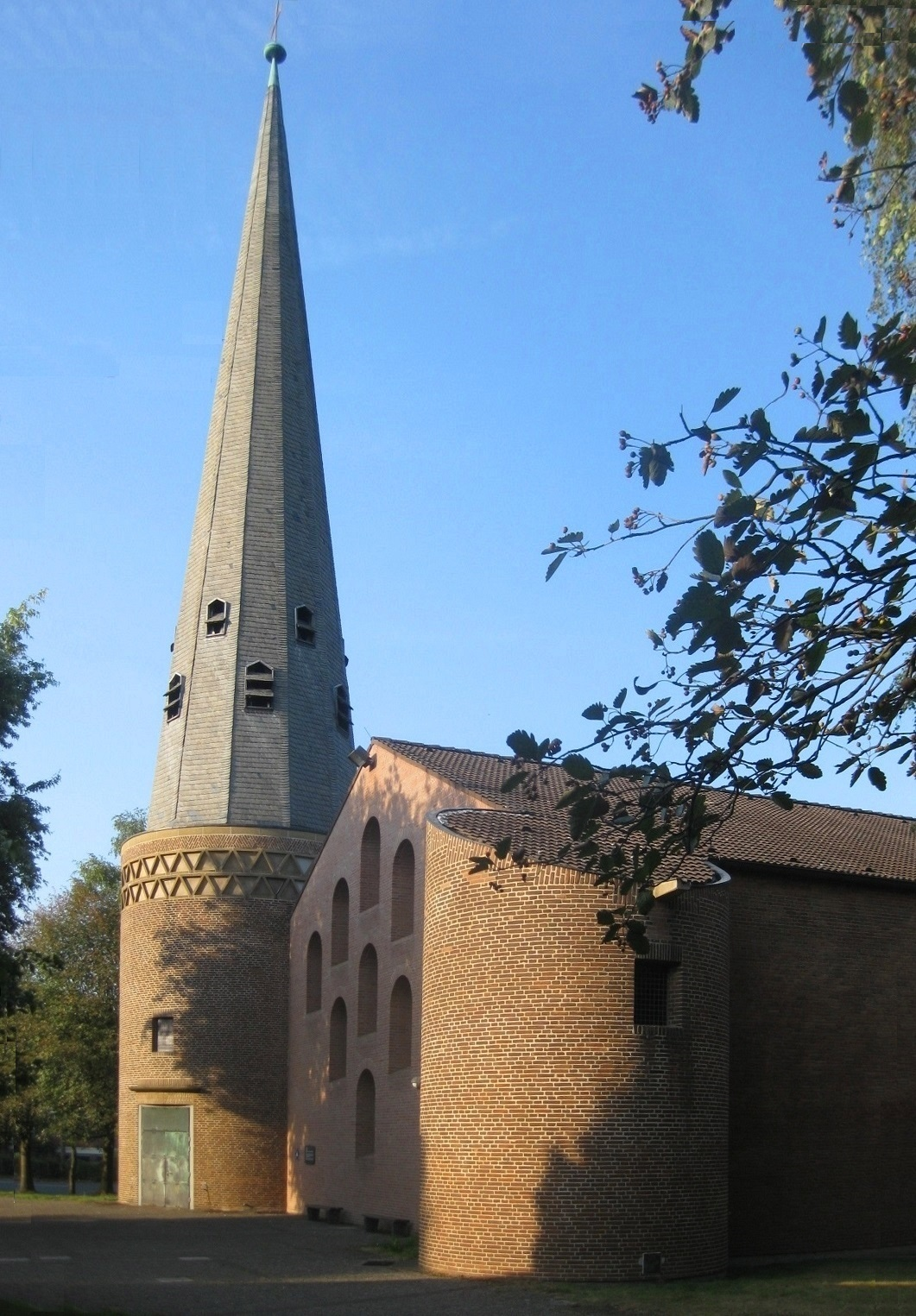
Lukaskirche in Münster

- 1928: Jägerplatz 30/31 Halle, Umbau und Ergänzung[2]
- 1929: zwei Wohnhäuser in Senftenberg, Grünstraße 2/4 und 3 (mit Gartenpavillon)
- 1929: Gemeindeamt in Freienhufen
- um 1930: Friedhofskapelle Freienhufen
- 1930–1931: Waldschule in Lauchhammer
- 1935: Wohnhaus in Senftenberg, Joachim-Gottschalk-Straße 12a (ursprünglich Wiesenstraße; September 2018 abgerissen)
- 1936/37: Staatsjugendheim in Trier-Biewer
- 1942/43: Hochbunker Augustinerhof in Trier
- ab 1946/1947: Wiederaufbau der Trierer Kirchen Liebfrauen, St. Antonius, St. Gangolf und St. Matthias
- 1947–1951: Wiederaufbau der Kirche St. Laurentius in Saarburg
- 1951–1954: Wiederaufbau der Kreuzkirche in Bonn
- 1951–1954: Wiederaufbau der Christuskirche in Koblenz
- 1952 Evangelische Kirche in Bitburg (Neubau an der Stelle des zerstörten Vorgängerbaus)
- 1953: Kirche St. Bartholomäus in Saarburg-Niederleuken
- 1953–1954: Wiederaufbau der Christuskirche in Mainz
- 1953–1955: Rathaus in Bitburg
- 1954–1956: Wiederaufbau der Konstantinbasilika (Evangelische Kirche zum  Erlöser) in Trier
- 1954–1958: Wiederaufbau der Martinskirche in Kassel[3]
- 1955: Renovierung der Evangelischen Kirche in Stipshausen
- 1955: Wiederaufbau der Christuskirche in Wuppertal-Elberfeld
- 1955–1956: Umbau der Simultankirche in Brauneberg zu einer Doppelkirche
- 1955–1956: Johannes-Kirche zu Grünhaus/Mertesdorf
- 1955–1964: Renovierung von Chor und Langhaus der evangelischen Stiftskirche in Tübingen
- 1956–1964: Wiederaufbau der Kirche St. Magni in Braunschweig
- 1957–1958: Lukaskirche in Bonn
- 1957–1960: Christuskirche (Meckenheim)
- 1957–1961: Wiederaufbau der Reformationskirche in Köln-Marienburg
- 1958–1960: Wiederaufbau der Altmünsterkirche in Mainz
- 1958–1960: Neue Johanneskirche in Hanau
- 1959–1962: Erweiterung der ehem. Stiftskirche St. Maria und St. Martin in Trier-Pfalzel
- 1960–1961: Umgestaltung der Liebfrauenkirche in Bitburg
- 1960–1961: Anbau (wie eine eigenständige zweite Kirche wirkend) an die katholische Pfarrkirche St. Mauritius in Heimersheim
- 1961: Lukaskirche in Ludwigshafen am Rhein
- 1961: Lukaskirche in Münster
- 1961–1963: Neugestaltung der Westfassade der Antoniterkirche in Köln
- 1961–1964: Petrikirche in Köln-Niehl
- 1961–1965: Wiederaufbau des Alten Kaufhauses und des Schöffenhauses in Koblenz
- 1962–1963: Aufbau des Roten Turms in Trier
- 1962–1964: Neubau der Michaelskirche in Uerdingen
- 1962–1964: Lutherkirche in Köln
- 1963–1964: Erneuerung der Evangelischen Kirche in Niederbrombach
- 1963–1965: Pfarrkirche St. Pauli Bekehrung in Thomm
- 1964: Christuskirche in Münster-Wolbeck
- 1964–1968: Evangelische Johanneskirche in Saarbrücken
- 1964–1965: Dietrich-Bonhoeffer-Kirche in Köln-Junkersdorf
- 1964–1968: Stadtkirche in Pforzheim
- 1965: Jonakirche in Essen-Heidhausen
- 1965–1966: Kreuzkirche in Hanau
- 1965–1967: Friedenskirche in Kirchberg (Hunsrück)
- 1967: Umgestaltung der Evangelischen Kirche in Oberhausen-Alstaden zu einer Predigtkirche
- 1969: Anbau eines Atriums mit gedecktem Umgang an die katholische Pfarrkirche St. Johannes der Täufer in Adenau
- 1971–1975: Umbau der Kreuzkirche in Saarbrücken-Herrensohr

## Ehrungen
- Verleihung der Luthermedaille durch die Evangelische Kirche von Brandenburg